# Joseph André
Joseph André (14. března 1908 – 1. června 1973) byl katolický kněz v diecézi Namur v Belgii, za časů druhé světové války kaplan farnosti svatého Jana Křtitele v Namuru. Pod jeho vedením farní centrum pro mládež organizovalo záchranu židovských dětí před holokaustem a sloužilo pro ně jako přechodný úkryt. Na celé věci je poměrně zajímavý fakt, že se centrum nacházelo v těsné blízkosti úřadovny gestapa. V roce 1968 byl prohlášen spravedlivým mezi národy.